# 脇光三
脇光三（わき みつぞう、1880年〈明治13年〉12月11日 - 1904年〈明治37年〉4月15日）は、明治期の特務機関員。日露戦争時にロシア軍内に潜伏し、鉄道爆破を目的とする特務に就いていた民間人のひとり。教育者浅岡一の三男。
医学を志していたが、極東情勢の悪化、帝政ロシアの侵攻に危機を感じ台湾協会学校に編入。清国北京に赴き、東文学社に入る。中国語の研究に努め、沖禎介の信頼を得て教習となる。その後、天津の北支那毎日新聞社の記者を務め、華堂の筆名で執筆。日露戦争が起こると、横川省三や沖禎介らとともにロシア軍の背後攪乱のため嫩江に架かる鉄橋爆破の秘密訓令を受け、敵陣を潜行するも失敗。内モンゴルクーロンホで死去した。

## 略歴
- 明治13年（1880年）12月 旧二本松藩士・文部省属浅岡一の三男として東京府麹町区に生まれる。
- 明治15年（1882年）11月 近隣の旧彦根藩士・内務省属脇他三郎の養子となる。以後、養父の転勤に伴い福島・山形・広島等へ転居。
- 明治26年（1893年）9月 京都にて養父が病死。養母寿子とともに浅岡家に引き取られる。
- 明治33年（1900年）3月 日本中学校（現・日本学園高校）卒業。陸軍士官学校を志願したが体格検査で不合格。
- 明治33年（1900年）4月 第二高等中学校医学部入学。
- 明治34年（1901年）9月 台湾協会学校（拓殖大学の前身）に編入学。翌年中退。
- 明治35年（1902年）5月 北京に向け横浜より出航、翌月到着。
- 明治36年（1903年）9月 北支那毎日新聞社に勤務。
- 明治37年（1904年）2月 特別任務班が編成されその一員となる（辞令上は「陸軍通訳」）。
- 明治37年（1904年）4月 任務に失敗し、内モンゴルクーロンホで死去。
- 明治39年（1906年）4月15日 勲六等単光旭日章を受ける。
- 明治41年（1908年）5月 報国六烈士碑が音羽護国寺内に建立される。
- 昭和06年（1931年）4月23日 烈士脇光三碑が拓殖大学文京キャンパス内に建立される。
- 昭和57年（1982年）11月30日 碑が八王子キャンパス内に移設される。
- 平成16年（2004年）4月23日 脇光三烈士殉難百年祭が挙行される。

## 一族
- 脇家は元々武田家に仕えていたが、武田家滅亡後、徳川家康に仕えた。家康は、脇家を井伊直政の家臣に加えさせ、その後井伊家での功績が認められ、家老職に任ぜられた。
- 昭和18年（1943年）2月21日 八木原太郎作少将、北野源治、大寄文友が発起人となり、彦根城の内壕にも烈士脇光三碑（題額：陸軍大将荒木貞夫、撰書：彦根市長 松山藤太郎）が建立されるが、昭和20年（1945年）の敗戦ともに姿を消し現在に至る。

## 顕彰碑
- 烈士脇光三碑（拓殖大学八王子キャンパス）烈士脇光三碑

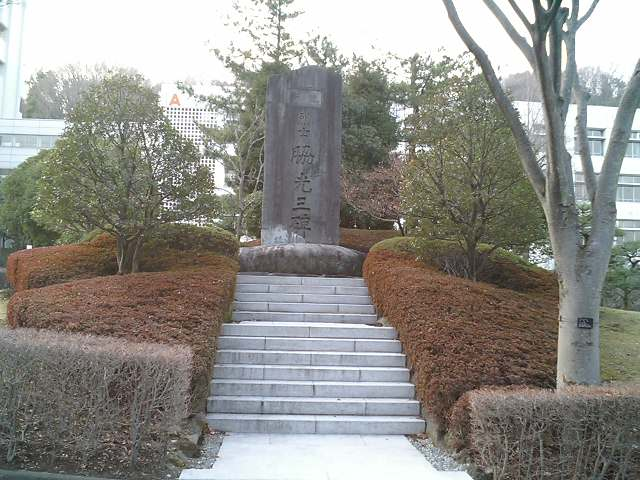
烈士脇光三碑

- 報国六烈士碑（東京音羽・護国寺 題字：陸軍元帥大山巌 撰文：陸軍中将福島安正）

六烈士とは脇、横川省三、沖禎介、松崎保一、中山直熊、田村一三を指す。